# Parc national Canunda
Le parc national Canunda est un parc côtier situé à 350 km au sud-est d'Adélaïde, capitale de l'Australie-Méridionale et à 13 km au sud-ouest de Millicent. Il est constitué de bush, de dunes de sable et de falaises. Les plages sont dangereuses pour la baignade mais agréables pour la pêche.
La plus grande partie du parc n'est accessible qu'aux véhicules 4x4 et aux piétons.
Jusqu'à il y a 10 000 ans, les aborigènes locaux, les Boandiks, vivaient sur la côte l'été et près de marais à l'intérieur du pays le reste de l'année dans des huttes relativement permanentes, les wurlas.